# Eurysa atrata
Eurysa atrata är en insektsart som beskrevs av Frederick Arthur Godfrey Muir 1926. Eurysa atrata ingår i släktet Eurysa och familjen sporrstritar. Inga underarter finns listade i Catalogue of Life.